# حسام عرفات (سياسي)
حسام عرفات (11 مارس 1962 في رامين –) سياسي وقانوني فلسطيني. اعتبارًا من عام 2014، كان عضوًا في المكتب السياسي للجبهة الشعبية لتحرير فلسطين - القيادة العامة، وممثلها داخل فلسطين. يقيم في الضفة الغربية، ويشغل منصب وكيل دائرة حقوق الإنسان والمجتمع المدني في منظمة التحرير الفلسطينية منذ عام 2018.

## النشأة والتحصيل العلمي
في 11 مارس 1962، وُلد حسام عرفات في قرية رامين في محافظة طولكرم شمال الضفة الغربية. حصل على الإجازة الجامعية في القانون من جامعة دمشق عام 1987، وعلى درجة الماجستير في القانون الخاص من جامعة بيرزيت عام 2005.